# Milton Cato
Robert Milton Cato (San Vicente, 3 de junio de 1915 - Kingstown, 10 de febrero de 1997) fue un abogado, político y estadista sanvicentino que ejerció como jefe de gobierno de San Vicente y las Granadinas entre 1967 y 1972, y nuevamente entre 1974 y 1984. Durante su período de gobierno el archipiélago logró tanto una autonomía parcial en 1969 como la independencia total en 1979, por lo que Cato fue el primer jefe de gobierno del estado independiente de San Vicente y las Granadinas. Fue a su vez fundador y líder del Partido Laborista de San Vicente (SVLP).

## Biografía
Cato nació en 1915, en la isla de San Vicente, entonces parte de las Islas de Barlovento Británicas. Asistió a la Escuela de Gramática de Niños de San Vicente de 1928 a 1933. Estudió derecho en Kingstown. En 1945, se unió al Primer Ejército canadiense, alcanzó el rango de sargento y prestó servicio activo en la Segunda Guerra Mundial en Francia, Bélgica, los Países Bajos y Alemania. Posteriormente se casó con Lucy Ann Alexandra (1923-2012), de origen nevisiano, el 7 de octubre de 1950, estableciéndose ambos a San Vicente y las Granadinas ese mismo año.
Tras su retorno a San Vicente, Cato decidió involucrarse en política. En 1955, cofundó el Partido Laborista de San Vicente, del que sería su líder por casi tres décadas. El partido irrumpió con fuerza en las elecciones de 1957, consiguiendo el segundo lugar en términos de voto popular pero fracasando en obtener escaños. En 1961, aunque el partido resultó nuevamente derrotado, esta vez pudo consolidarse como principal formación opositora al gobierno de Ebenezer Joshua, del Partido Político del Pueblo (PPP), al obtener tres escaños en el Concejo Legislativo. Cato fue elegido parlamentario por la circunscripción de Saint George Este y líder de la oposición. En 1966, el SVLP se convirtió en la primera fuerza electoral con el 50,87% de los votos, pero resultó derrotado por un ínfimo margen de 4 votos en la circunscripción de Sotavento del Norte, y de 49 votos en Kingstown, lo que representó su derrota nacional. Al año siguiente, sin embargo, se disolvió el Concejo Legislativo y se convocó a nuevas elecciones luego de que el gobernador general anulara el nombramiento de Joshua como Ministro Principal de la colonia. En las elecciones de 1967, el SVLP triunfó por amplio margen al lograr el 53,78% de los votos y 6 de los 9 escaños en disputa. Cato fue de este modo investido como Ministro Principal de San Vicente, asumiendo su cargo el 19 de mayo.
Cato dedicó su mandato como Ministro Principal a buscar la emancipación de la colonia. El 27 de octubre de 1969, finalmente logró un autogobierno limitado y se convirtió en premier bajo este nuevo sistema. Aunque su partido recibió la mayoría de los votos en las elecciones de 1972, no obtuvo los suficientes escaños para sostenerse en el poder y fue suplantado por James Mitchell, candidato independiente que formó una coalición con el PPP. Sin embargo, esta alianza no se sostuvo y se convocó a nuevas elecciones en diciembre de 1974, en las cuales el SVLP obtuvo el 69,04% de los votos y 10 de los 13 escaños en disputa, retornando Cato al poder. Finalmente, el 27 de octubre de 1979, cumpliendo con una de sus principales promesas de campaña, el gobierno de Cato logró la independencia total del país bajo el nombre de San Vicente y las Granadinas.
El SVLP continuó en el poder hasta que finalmente perdió las elecciones de 1984 ante el Nuevo Partido Democrático, liderado por James Mitchell, el cual sucedió a Cato como primer ministro el 30 de julio de ese mismo. Año, tras su derrota, Cato se retiró de la política, muriendo en 1997 a la edad de 81 años.